# Allocosa furtiva
Allocosa furtiva är en spindelart som först beskrevs av Willis J. Gertsch 1934.  Allocosa furtiva ingår i släktet Allocosa och familjen vargspindlar. Inga underarter finns listade i Catalogue of Life.